# Literatuurmuseum

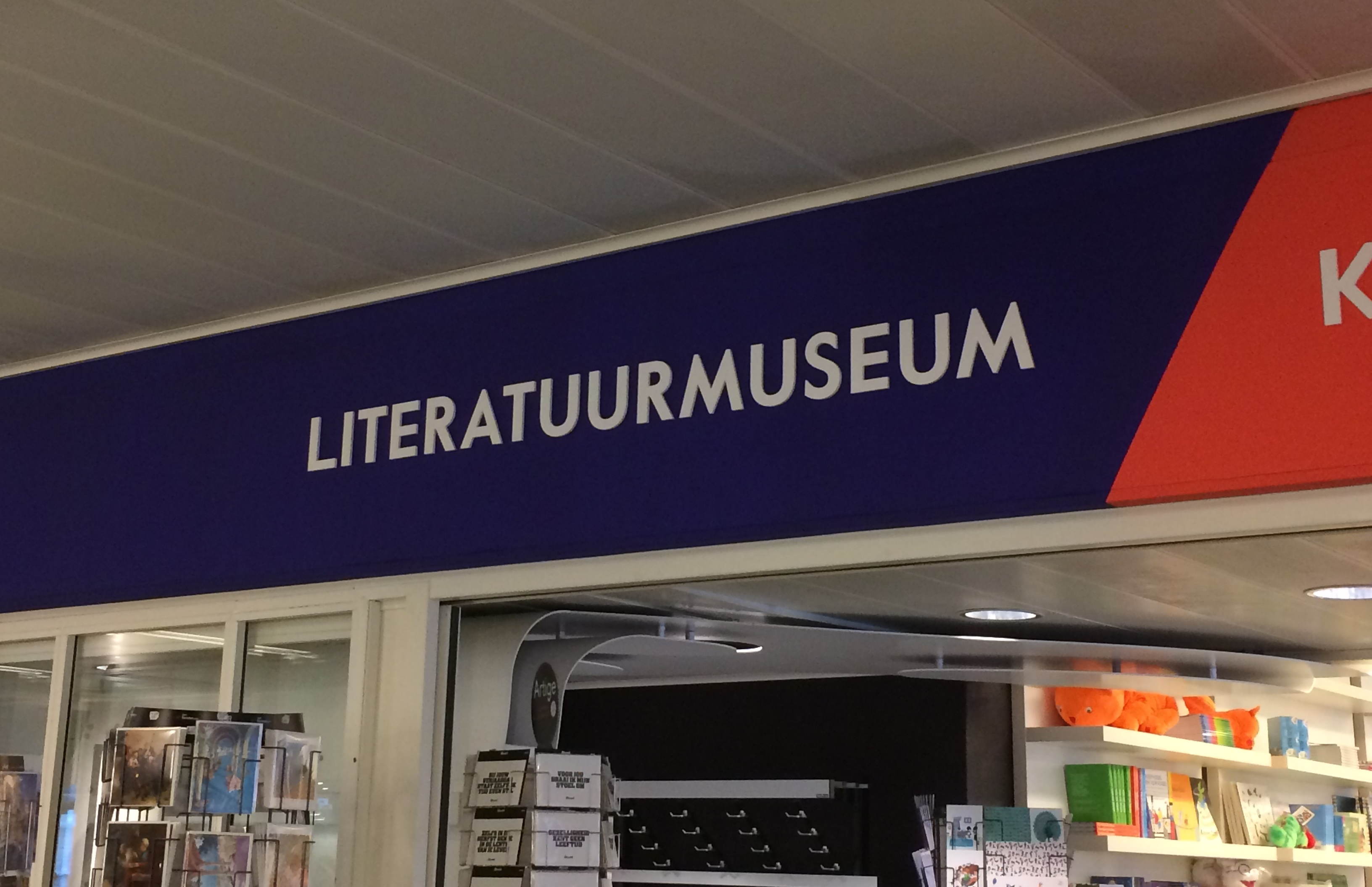
Letterkundig Museum

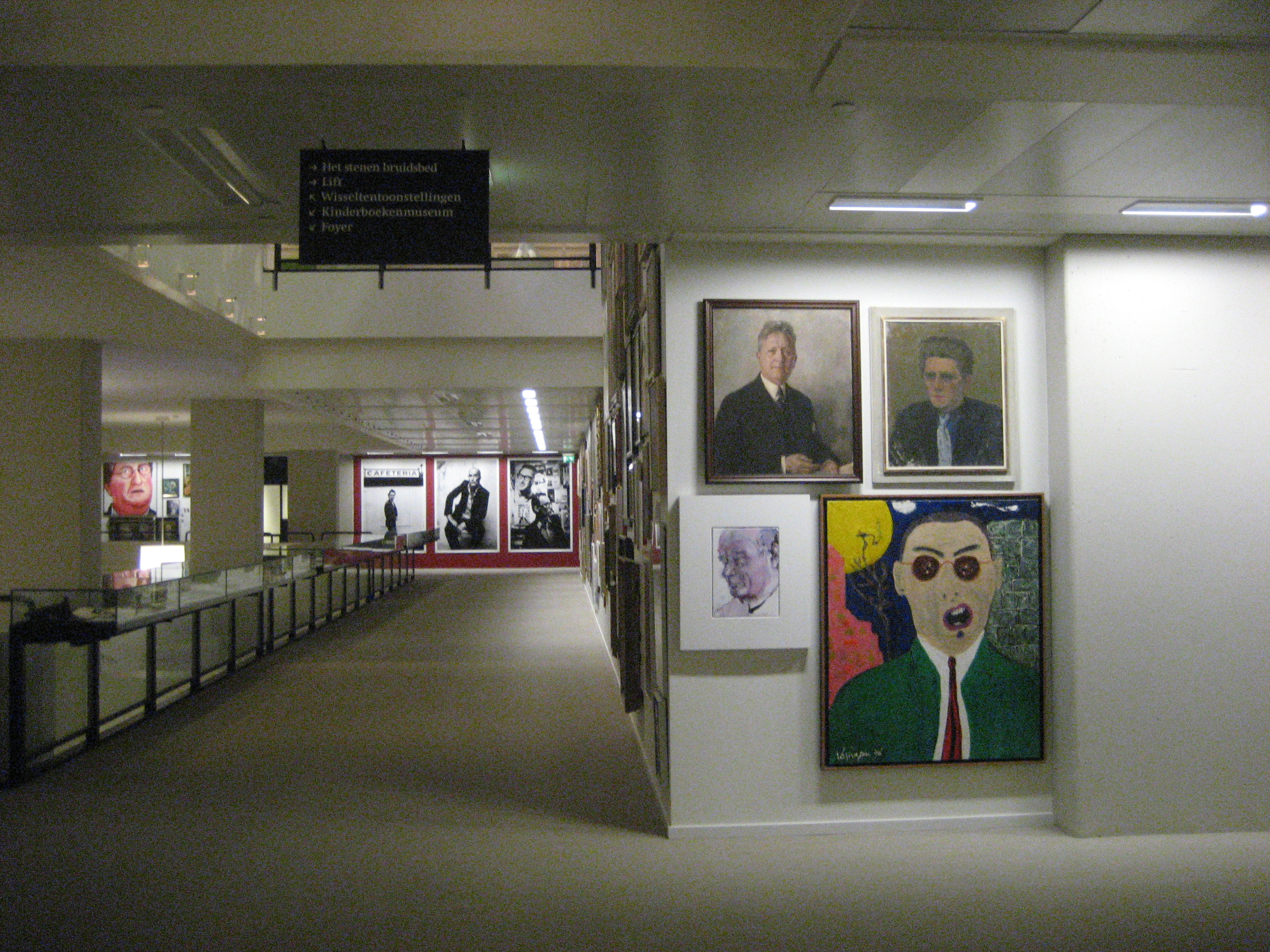
Gemälde Ausstellung

Das Literatuurmuseum in Den Haag wurde 1954 gegründet. Seit 1982 ist das Museum in dem Gebäude von der Königliche Bibliothek der Niederlande untergebracht. Das Literatuurmuseum ist das nationale Literaturwissenschaftliche Museum der Niederlande.
Es zeigt zusammen mit seinem Archiv eine Dauerausstellung über niederländische Autoren von 1750 bis in die Gegenwart, darunter Betje Wolff, Jan Wolkers, Herman Gorter, Willem Kloos, Menno ter Braak und Simon Vestdijk. 
Im Archiv werden Presseartikel über diese Autoren gezeigt. Angeschlossen an das Museum ist das Museum der Niederlande für Kinderbuchliteratur, das Kinderboekenmuseum.